# IIHF Continental Cup 2020/21
Der IIHF Continental Cup 2020/21 wäre die 24. Austragung des von der Internationalen Eishockey-Föderation IIHF ausgetragenen zweithöchsten Wettbewerb im europäischen Clubeishockey gewesen. Auf Grund der COVID-19-Pandemie sagte die IIHF im August 2020 den Wettbewerb ab.
Geplant war der Beginn der ersten Runde am 16. Oktober 2020, das Superfinale hätte vom 8. bis 10. Januar 2021 stattgefunden. Insgesamt waren 20 Mannschaften aus ebenso vielen europäischen Ländern qualifiziert.

## Qualifikation und Modus
An Continental Cup nimmt je eine Mannschaft pro Land teil, wobei die Länder der Gründungsligen der CHL nicht teilnehmen (Schweden, Finnland, Tschechien, Schweiz, Deutschland, Österreich). In der Regel werden die nationalen Meister gemeldet, insofern diese nicht an der CHL teilnehmen. Erstmals seit 2010/11 war wieder eine Mannschaft aus Litauen gemeldet.
Der Modus wurde im Vergleich zu den Vorjahren gekürzt. In der ersten Runde hätten acht Mannschaften in zwei Viererturnieren vier Mannschaften für die zweite Runde ausgespielt. Für diese waren zwölf Mannschaften gesetzt. In der zweiten Runde hätten die 16 Mannschaften in vier Viererrunden vier Teilnehmer für das Finalturnier ausgespielt. Die frühere dritte Runde wurde gestrichen. Der Sieger des Continental Cups hätte ein Startrecht für die CHL 2021/22 erhalten.

## Turnierübersicht und Teilnehmer
| Runde        | Datum                                 | Gruppe   | Austragungsort          | Teilnehmer                                                                |
| ------------ | ------------------------------------- | -------- | ----------------------- | ------------------------------------------------------------------------- |
| Erste Runde  | 16. Oktober 2020 – 18. Oktober 2020   | Gruppe A | Akureyri, Island        | Kaunas Hockey FC Barcelona Skautafélag Akureyrar HC Bat Yam               |
| Erste Runde  | 16. Oktober 2020 – 18. Oktober 2020   | Gruppe B | Sofia, Bulgarien        | KHK Roter Stern Belgrad Mladost Zagreb Buz Beykoz Istanbul SK Irbis-Skate |
| Zweite Runde | 13. November 2020 – 15. November 2020 | Gruppe C | Amiens, Frankreich      | HK Ertis Pawlodar Gothiques d’Amiens Ferencvárosi TC Budapest 2. Gruppe B |
| Zweite Runde | 13. November 2020 – 15. November 2020 | Gruppe D | Asiago, Italien         | Sheffield Steelers Asiago Hockey noch unbekannt 2. Gruppe A               |
| Zweite Runde | 13. November 2020 – 15. November 2020 | Gruppe E | Ljubljana, Slowenien    | HK Schachzjor Salihorsk HK Olimpija Ljubljana Olimp Riga Sieger Gruppe B  |
| Zweite Runde | 13. November 2020 – 15. November 2020 | Gruppe F | Frederikshavn, Dänemark | Unia Oswiecim Frederikshavn White Hawks SC Miercurea Ciuc Sieger Gruppe A |
| Finale       | 8. Januar 2021 – 10. Januar 2021      | Finale   | nicht entschieden       | Sieger Gruppe C Sieger Gruppe D Sieger Gruppe E Sieger Gruppe F           |

## Weblink
- Continental Cup auf der Website der IIHF